# Alfons Übelhör
Alfons Übelhör (* 29. Juni 1905 in Wien; † 12. April 1967 ebenda) war ein österreichischer Rundfunkmanager und Politiker.
Übelhör war nach abgeschlossenem Jus-Studium als Volksbildner tätig und widmete sich früh dem Rundfunk. Das CV-Mitglied (Katholische akademische Verbindung Norica Wien) stieg mit Rudolf Henz und Arthur Schuschnigg ins Leitungsteam Oskar Czeijas auf und war in der Periode des Ständestaats zuletzt Verbindungsmann zwischen Rundfunk (RAVAG) und Vaterländische Front. Der Rechtsanwaltsanwärter schloss sich während des NS-Regimes an eine Widerstandsgruppe, die „Großösterreichische Freiheitsbewegung“ an und war deshalb von 1940 bis 1942 in Haft. Von 1945 bis 1949 leitete er die Wissenschaftsredaktion des österreichischen Rundfunks. Von 1949 bis 1954 war Übelhör für die ÖVP Mitglied des Österreichischen Bundesrates und von 1958 bis 1967 Hörfunkdirektor des Österreichischen Rundfunks. Übelhör galt als einer der Repräsentanten des parteipolitisch dominierten Medienwesens im Österreich nach 1945. Er war auch Vizepräsident der Wiener Urania.